# Clubiona kulczynskii
Clubiona kulczynskii este o specie de păianjeni din genul Clubiona, familia Clubionidae, descrisă de Lessert, 1905. Conform Catalogue of Life specia Clubiona kulczynskii nu are subspecii cunoscute.